# Plaid Cymru
Plaid Cymru [plaɪd ˈkəmri] (Partij van Wales),  vaak kortweg aangeduid als Plaid, is een centrumlinkse tot linkse, Welshe nationalistische politieke partij in Wales, die zich inzet voor Welshe onafhankelijkheid van het Verenigd Koninkrijk. 
Plaid werd opgericht in 1925 en won haar eerste zetel in het Britse parlement in 1966. De partij heeft anno 2024 vier van de 32 zetels in Wales in het Britse Lagerhuis, 12 van de 60 zetels in de Senedd, het Parlement van Wales, en 202 van de 1.231 belangrijkste gemeenteraadszetels in Wales. De partij is lid van de European Free Alliance (EFA). Plaid maakt doorgaans geen deel uit van de regionale regering van Wales. Sinds 2021 ondersteunt de partij de Labour minderheidsregering.    
De partij wordt sinds 2023 geleid door Rhun ap Iorwerth, de fractieleider in de Senedd.  Liz Saville Roberts is de fractieleider in het Lagerhuis.

## Programma
In 2014 bevatte het handvest van de partij de volgende doelstellingen:
- Bewerkstelligen van de onafhankelijkheid van Wales binnen Europa
- Economische welvaart, sociale rechtvaardigheid en een gezond natuurlijk milieu gebaseerd op decentralistisch socialisme
- Een nationale gemeenschap gebaseerd op gelijk burgerschap en respect voor diversiteit
- Ontwikkelen van een tweetalige samenleving (Welsh en Engels)
- Wales promoten in de wereld, en  lidmaatschap van de Verenigde Naties

Zolang Wales deel uitmaakt van het Verenigd Koninkrijk, wil Plaid Cymru dat de Britse regering meer bevoegdheden overdraagt naar Wales, bijvoorbeeld met betrekking tot omroep- en communicatie, het Kroondomein, maatschappelijke zorg, en de spoorwegen.
De partij is tegen kernenergie en kernwapens (inclusief het Trident kernwapenprogramma van het VK).
Plaid Cymru is voorstander van het verlagen van de stemgerechtigde leeftijd naar 16 jaar. Voor Senedd-verkiezingen en lokale verkiezingen in Wales is dit al gerealiseerd, maar niet voor algemene verkiezingen in het VK of verkiezingen voor de benoeming van politiecommissarissen.

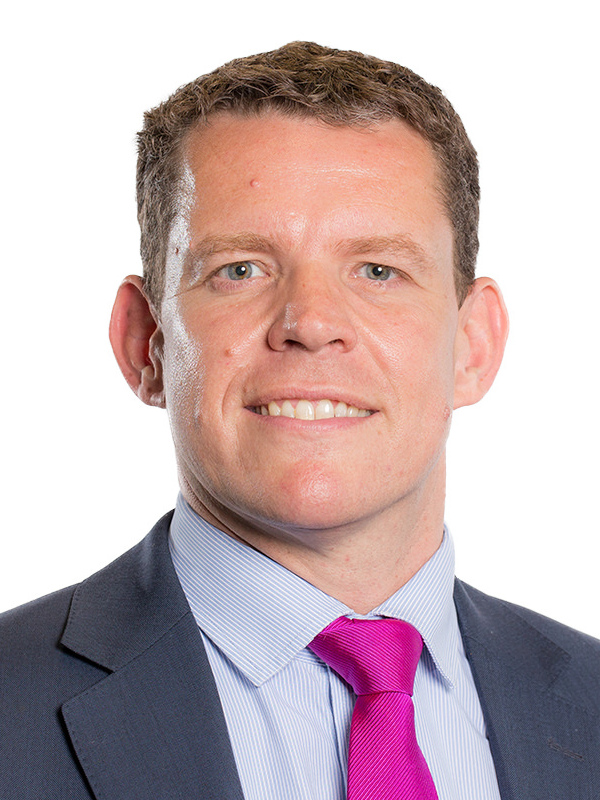
Rhun ap Iorwerth, partijleider en fractieleider in de Senedd
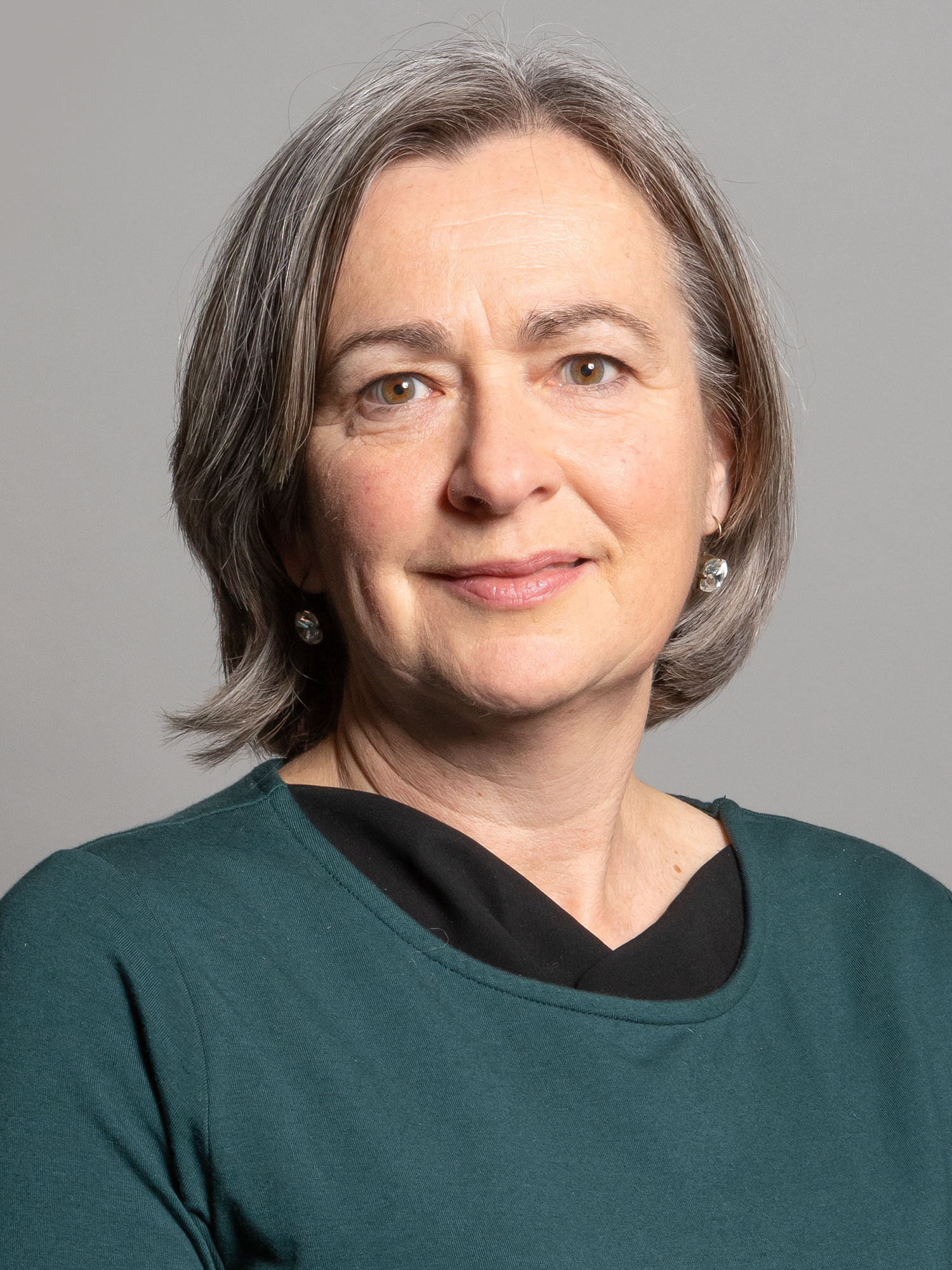
Liz Saville Roberts, fractieleider in het Britse Lagerhuis

## Regionale regering voor Wales
Plaid Cymry maakt doorgaans geen deel uit van de regionale regering voor Wales, met uitzondering van de periode 2007-2011. 
In december 2021 sloten Labour Party voor Wales en Plaid Cymru een samenwerkingsovereenkomst voor drie jaar, waarin de twee partijen overeenkwamen om op 46 beleidsterreinen samen te werken. Er was geen sprake van een coalitie: Labour vormde een minderheidsregering. Plaid Cymru bleef in de oppositie maar benoemde adviseurs in verschillende departementen van de Welshe regering. 
De volgende punten werden op verzoek van Plaid Cymru opgenomen in het regeringsprogram:
- Gratis schoolmaaltijden voor alle kinderen op de basisschool
- Gratis kinderopvang voor alle tweejarigen
- Toezegging om het bezit van tweede huizen aan te pakken
- Oprichting van een nationale zorginstantie
- Hervorming van de Senedd
- Hervorming van de gemeentebelasting
- Investeringen in maatregelen tegen overstromingen